# Irish Son (canción)
"Irish Son" es una canción pop escrita por Guy Chambers y Brian McFadden, producida por Chambers y Paul Stacey para el primer álbum solista de McFadden, Irish Son. Fue lanzada como segundo sencillo en Reino Unido el 22 de noviembre del 2004 como Sencillo en CD y descarga digital.
La canción fue lanzada a finales del 2004 después del éxito de su tiempo en la banda Westlife y el éxito de su primer sencillo. De todas maneras, la canción tuvo mucha controversia cuando muchas radios y canales de música banearon la canción y el vídeo y el mal reflejo enfocado en las escuelas en Irlanda. Elton John demostró rechazo a la canción cuando opinó sobre el sencillo. Dijo que la canción era "simplemente horrible."
Con toda la mala prensa que Brian y la canción obtuvieron, la canción se convirtió en su sencillo número uno en Reino Unido y fue al número seis.

## Listado
sencillo en CD 1
1. "Irish Son"
2. "Be True to Your Woman"

sencillo en CD 2
1. "Irish Son
2. "Optimystik"
3. "Three Babies and a Man"
4. "Irish Son" (vídeo musical)

## Charts
| Chart (2004)                               | Peak Posición |
| ------------------------------------------ | ------------- |
| Irish Singles Chart\|Ireland Singles Chart | 2             |
| UK Singles Chart                           | 6             |
| Chart (2005)                               | Peak Posición |
| New Zealand Singles Chart                  | 33            |

## Lanzamiento
| Región        | Fecha                   | Sello    | Formato   | Catálogo |
| ------------- | ----------------------- | -------- | --------- | -------- |
| Reino Unido   | 22 de noviembre de 2004 |          | CD single |          |
| Nueva Zelanda | 18 de abril de 2005     | Sony BMG | CD        | 6754872  |